# Yamada Katsumi
Yamada Katsumi (jap. 山田 勝巳; * 6. Juni 1905 in Sapporo; † 1970) war ein japanischer Skisportler, der im Skispringen und in der Nordischen Kombination startete.

## Werdegang
Yamada, der für die Universität Hokkaidō startete, gehörte bei den Olympischen Winterspielen 1932 in Lake Placid zur japanischen Mannschaft. Im Einzelspringen von der Normalschanze stürzte er in beiden Durchgängen bei 57 und 51,5 Metern und belegte damit Rang 32. Im folgenden Einzel der Nordischen Kombination belegte er nach dem Skilanglauf Rang 29, stürzte aber erneut im ersten Durchgang des Springens, so dass er am Ende erneut nur Rang 32 belegte.